# Tadeu de Souza
Tadeu de Souza Silva (Manaus, 13 de maio de 1972) é um advogado e político brasileiro filiado ao Avante. Atualmente exerce o cargo de vice-governador do Amazonas.

## Trajetória política
Tadeu foi procurador-geral do Estado e coordenador da equipe de transição do então prefeito eleito David Almeida (Avante). Após a posse, David nomeou Tadeu de Souza para o cargo de secretário-chefe da Casa Civil de Manaus, secretaria em que ocupou até 31 de março de 2022, quando anunciou a sua saída em cumprimento à legislação eleitoral.
Visando o governo estadual de 2026, David Almeida formou aliança com Wilson Lima (UNIÃO) para as eleições de 2022. David tinha o objetivo de indicar uma pessoa de confiança para o cargo de vice-governador do Amazonas, alguém que não queira se reeleger quando Wilson deixar o governo, já que não poderá mais permanecer como chefe do Executivo por está em seu segundo mandato. Foi ele o responsável por indicar Tadeu de Souza (Avante) à candidatura de vice na chapa do governador, que buscava à reeleição. 
Em 2 de outubro, no primeiro turno, eles obtiveram 42,82% dos votos, contra 20,99% de Eduardo Braga (MDB) e 18,56% de Amazonino Mendes (Cidadania). No segundo turno, que ocorreu no dia 30 do mesmo mês, Tadeu de Souza foi eleito vice-governador do Amazonas com 1.039.192 votos, ou 56,65% dos votos válidos, enquanto Eduardo ficou em último lugar com 43,35% dos votos. Durante o pleito, eles quebraram o próprio recorde de votos de 2018, sendo novamente a chapa mais votada da história do Amazonas.

### Desempenho em eleições
| Ano  | Eleição              | Candidato a     | Partido | Coligação                                                                            | Votos     | Resultado       | Ref.  |
| ---- | -------------------- | --------------- | ------- | ------------------------------------------------------------------------------------ | --------- | --------------- | ----- |
| 2022 | Estadual no Amazonas | Vice-governador | Avante  | Aqui é Trabalho (UNIÃO, PL, Patriota, PTB, Republicanos, Avante, PSC, PRTB, PP, PMN) | 1.039.192 | Eleito 2º turno | [ 8 ] |